# Sabnok
Sabnok – w tradycji okultystycznej, demon, markiz piekła. Znany również pod imionami Sabnock,  Sab Nac, Sabnac, Sabnak,  Sabnach, Sabnack,  Sabnacke, Salmac, Salmak, Savnok  i Savnock. Rozporządza 50 legionami duchów. W Sztuce Goecji jest czterdziestym trzecim, a w Pseudomonarchii Daemonum trzydziestym czwartym duchem.

## Wdemonologii
By go przywołać i podporządkować, potrzebna jest jego pieczęć, która według Sztuki Goecji powinna być zrobiona ze srebra.
Buduje fortece, zamki, wieże i miasta oraz wyposaża je w broń itp. Potrafi również otwierać u ludzi na dłuższy czas rany, które ropieją i robaczywieją. Na życzenie przyzywającego może dostarczyć opiekuńczych duchów. Przemienia ludzi w kamienie.
Ukazywany jest jako uzbrojony żołnierz z głową lwa, dosiadający płowego i zarazem straszliwego konia.

## Wkulturze popularnej
- W grze fabularnej Dungeons & Dragons  w dodatku Tome  of Magic: Pact, Shadow, and True Name Magic nazywa się "Savnok" i można z nim podpisać pakt w zamian za władzę.
- W  telewizyjnym serialu Mobile Suit Gundam Seed Sabnak to jeden z trzech narkotyków, pozostałe dwa to Buer i Andras (także demony ze Sztuki Goecji).